# Gladiolus persicus
Gladiolus persicus är en irisväxtart som beskrevs av Pierre Edmond Boissier. Gladiolus persicus ingår i släktet sabelliljor, och familjen irisväxter. Inga underarter finns listade i Catalogue of Life.